# Microgobius thalassinus
Microgobius thalassinus är en fiskart som först beskrevs av David Starr Jordan och Charles Henry Gilbert, 1883.  Microgobius thalassinus ingår i släktet Microgobius och familjen smörbultsfiskar. Inga underarter finns listade i Catalogue of Life.